# Milaan
Milán Nikolic(Milaan) (Jagoda, Serbia, 2 de julio de 1979) es un profesional acordeonista que, junto con Marko Kon representó a Serbia en Festival de la Canción de Eurovisión 2009 con la canción "Cipela". No consiguieron el pase a la final.
Comenzó a tocar la armónica a la edad de siete años. Completó la escuela primaria en Svilajncu, y la secundaria de música en Pancevo. Se graduó de la Academia de Música de París.